# 罗马博物馆列表
- 創造亞當。西斯廷教堂。梵蒂冈博物馆。
- 阿波羅與黛芙妮 (貝尼尼)。博尔盖塞美术馆。
- 圣女大德兰的神魂超拔。胜利之后圣母堂。
- 罗马斗兽场。
- 和平祭坛博物馆。

罗马拥有无数收藏在博物馆内的价值连城的艺术品、雕塑和珍宝。许多历史建筑都是私立的博物馆，所有者有些为意大利共和国，有的为罗马市，有的为天主教廷或各教区，而另一些属于私人、公司或非营利组织等。下面是一個羅馬博物館的列表。

## 國立博物館 "Musei Nazionali"
国立博物馆常设展览在每个月的第一个周日及博物館之夜免费。
- 羅馬鬥獸場（Colosseo）
- 帕拉丁山和古羅馬廣場（Palatino e Fori Romani）
  - 帕拉蒂尼古物馆（Antiquarium del Palatino）
- 馬克西穆斯競技場
- 卡拉卡拉浴场
- 聖天使城堡（Castel Sant'Angelo）
- 羅馬國家博物館（ 一组位于罗马的国立博物馆；在城中有以下四个分支机构：
  - 戴克里先浴场（Terme di Diocleziano）
  - 巴比教堂地下室（Crypta Balbi）
  - 阿尔腾普斯宫（Palazzo Altemps）
  - 马西莫浴场宫（Palazzo Massimo alle Terme）
- 國立現代藝術美術館（Galleria Nazionale d'Arte Moderna e Contemporanea (GNAM)）
- 朱利亚别墅国立伊特鲁里亚博物馆（Museo Nazionale Etrusco di Villa Giulia）
- 国立威尼斯宫博物馆（Museo Nazionale di Palazzo Venezia）
- 古奧斯提亞港（Ostia Antica），位于郊区，地铁B线Piramide站有火車線Linea Roma - Lido可达。
- 國立古代藝術美術館:
  - 巴贝里尼宫（Palazzo Barberini）
  - 科西尼宫（Palazzo Corsini）
- 博爾蓋塞美術館（Galleria Borghese）
- 斯帕达宫（Galleria Spada）
- 奧古斯都陵墓（Mausoleo di Augusto）

### 临时策展场所
- 奎里纳尔马廐（Scuderie del Quirinale）
- 维托里亚诺（Vittoriano）

## 市立博物馆 "Musei in Comune"

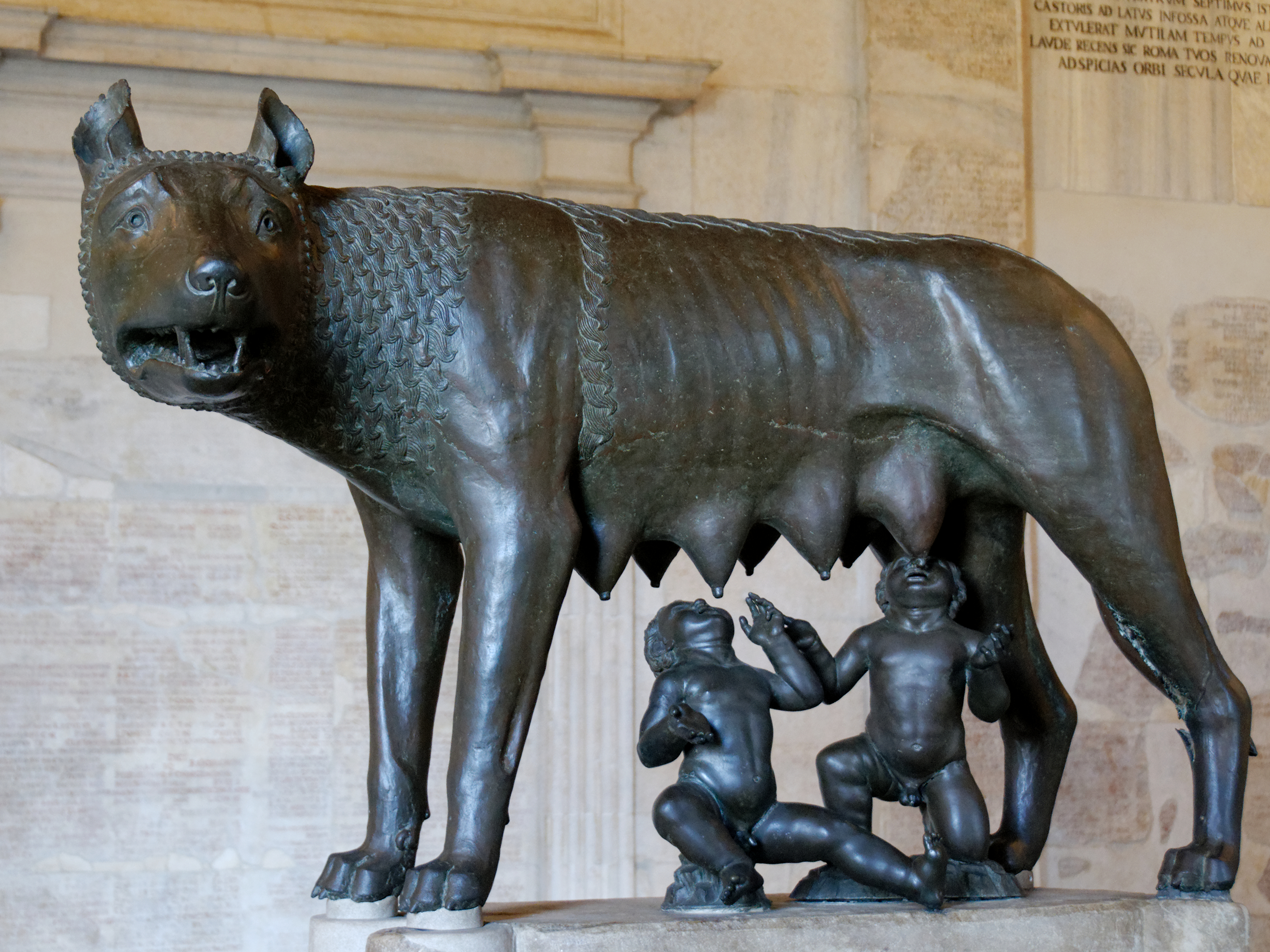
罗马城的标志母狼育婴，卡比托利欧博物馆藏

- 古代艺术:

- - 卡比托利欧博物馆（Musei Capitolini）
  - 马尔蒂尼山中心（Centrale Montemartini）
  - 图拉真市场和广场（ e ）
  - 和平祭坛博物馆（Museo dell'Ara Pacis）
  - 乔万尼·巴拉科古雕塑博物馆（Museo di Scultura Antica Giovanni Barracco）
  - 古罗马文明博物馆（Museo della Civiltà Romana）
  - 城墙博物馆（Museo delle Mura）
  - 马森奇奥别墅（Villa di Massenzio）
- 历史：
  - 布拉斯奇宫罗马博物馆（Museo di Roma a Palazzo Braschi）
  - 拿破仑博物馆（Museo Napoleonico）
  - 特拉斯特维莱罗马博物馆（Museo di Roma in Trastevere）
- 现代和当代艺术：
  - 羅馬現代藝術美術館（Museo di arte contemporanea (MACRO)） 位于以下两处地址：
    - 原佩罗尼工厂（Ex stabilimento industriale Peroni）
    - 原位于泰斯达奇奥的屠宰场（Ex mattatoio di Testaccio）

  - 卡洛·比洛蒂博物馆（Museo Carlo Bilotti）
  - 皮耶特罗·卡诺尼卡博物馆（Museo Pietro Canonica）
  - 托洛尼亚别墅博物馆（:
    - 山猫小屋（Casina delle Civette）
    - 高贵狩猎小屋（Casino Nobile）
    - 亲王狩猎小屋（Casino dei Principi）
- 科学：
  - 市立动物学博物馆（Museo Civico di Zoologia）
  - 天文馆和天文学博物馆（ e

## 教会

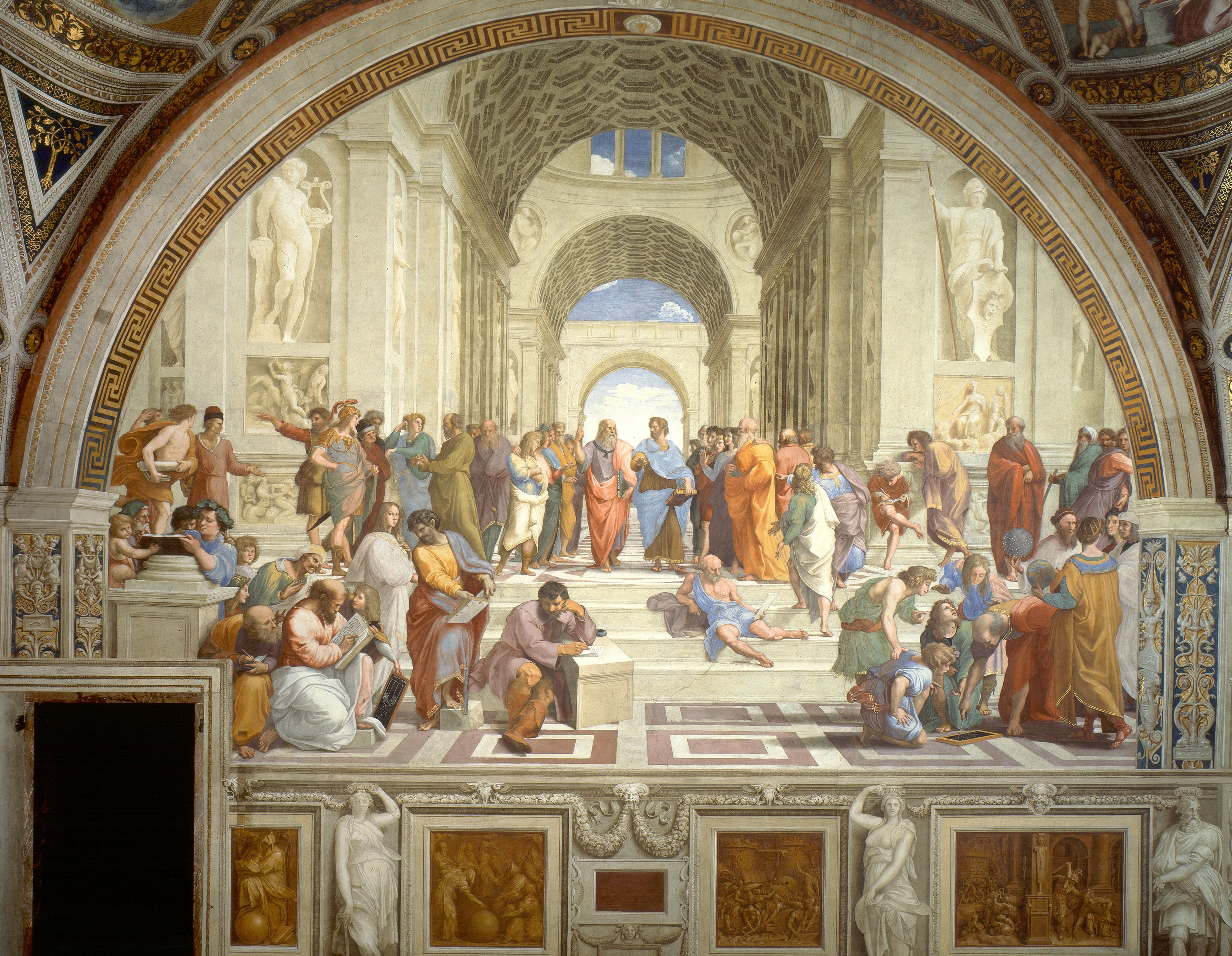
雅典学院，梵蒂冈博物馆藏

- 梵蒂冈博物馆（Musei Vaticani）意大利最大的综合博物馆之一，有众多游客。
  - 梵蒂冈历史博物馆（Museo Storico Vaticano）
- 岡道爾夫堡教宗別墅
- 嘉布遣会教堂地下室（Cripta dei Cappuccini）：人骨教堂。
- 耶路撒冷圣十字圣殿博物馆（Museo della Basilica di Santa Croce in Gerusalemme）
- 佛罗伦萨的圣若望圣殿博物馆（Museo della Basilica di San Giovanni de' Fiorentini）
- 圣若望拉特朗大殿博物馆（Museo della Basilica di San Giovanni in Laterano）
- 卢奇娜的圣老楞佐圣殿博物馆（Museo della Basilica di San Lorenzo in Lucina）
- 圣庞加爵圣殿博物馆（Museo della Basilica di San Pancrazio）
- 圣母大殿宗主教博物馆（Museo della Patriarcale Basilica di Santa Maria Maggiore）
- 圣撒比纳圣殿博物馆（Museo della Basilica di Santa Sabina）
- 圣基所恭圣殿博物馆（Museo della Basilica di San Crisogono）
- 圣若望·巴蒂斯塔·德科拉特教堂博物馆（Museo della Camera Storica）
- 圣味增爵圣亚纳大削教堂博物馆（Museo della Chiesa dei Santi Vincenzo e Anastasio）
- 城外圣保禄大殿宝石和艺术画廊博物馆（Museo Lapidario e Pinacoteca della Basilica di San Paolo Fuori le Mura）
- 河畔圣方济各教堂博物馆（Museo della Chiesa di San Francesco a Ripa）

## 19世纪前的艺术
- 马尔伯格托独屋古物馆（Antiquarium del Casale di Malborghetto）[2]
- 昆蒂利尼别墅古物馆（Antiquarium della Villa dei Quintili）
- 塞西莉亚·麦特拉陵（Mausoleo di Cecilia Metella）-埋葬着塞西莉亚·麦特拉
- 罗马音乐厅（
- 古代伊特鲁里亚人和意大利人博物馆（Museo delle Antichità Etrusco Italiche）
- 古典艺术博物馆（Museo dell'Arte Classica）
- 古罗马船舶博物馆（Museo delle Navi Romane）
- 圣撒比纳道明会博物馆（Museo Domenicano di Santa Sabina）
- 传信宫传教士博物馆（Museo Missionario di Propaganda Fide）
- 国立中世纪早期博物馆（Museo Nazionale dell'Alto Medioevo）
- 国立东方艺术博物馆（Museo Nazionale dell'Arte Orientale）
- 奥斯蒂亚博物馆（Museo Ostiense）
- 奥斯蒂亚路博物馆（Museo di via Ostiense）
- 近东博物馆（Museo del Vicino Oriente）
- 额我略俗艺博物馆（Museo Gregoriano Profano）
- 圣保禄门（Porta San Paolo）
- 法爾內西納別墅（Villa Farnesina）

## 现代和当代艺术
- 奎里纳尔马厩 (Scuderie del Quirinale)
- 维托里亚诺
- 国立二十一世纪艺术博物馆（Museo Nazionale delle Arti del XXI secolo (MAXXI)）
- 展览宫（Palazzo delle Esposizioni）
- 国立当代艺术中心（Centro Nazionale per le Arti Contemporanee）
- 暂时当代（Contemporaneo Temporaneo）
- 城市现代和当代艺术画廊（Galleria Comunale d'Arte Moderna e Contemporanea）
- 马斯楚安尼画廊（Galleria Mastroianni）
- 安德莉亚和布兰西夫洛·邦孔帕尼-卢多维西十九和二十世纪装饰艺术、服装和时尚博物馆（Museo Andrea e Blanceflor Boncompagni Ludovisi per le Arti Decorative, Costume e Moda del XIX e XX secolo）
- 历史照片档案博物馆（Museo Archivio di Fotografia Storica (MAFOS)）
- 照片图像和视觉艺术博物馆（Museo dell'Immagine Fotografica e delle Arti Visuali (MIFAV)）
- 国际电影和娱乐博物馆（

## 画廊

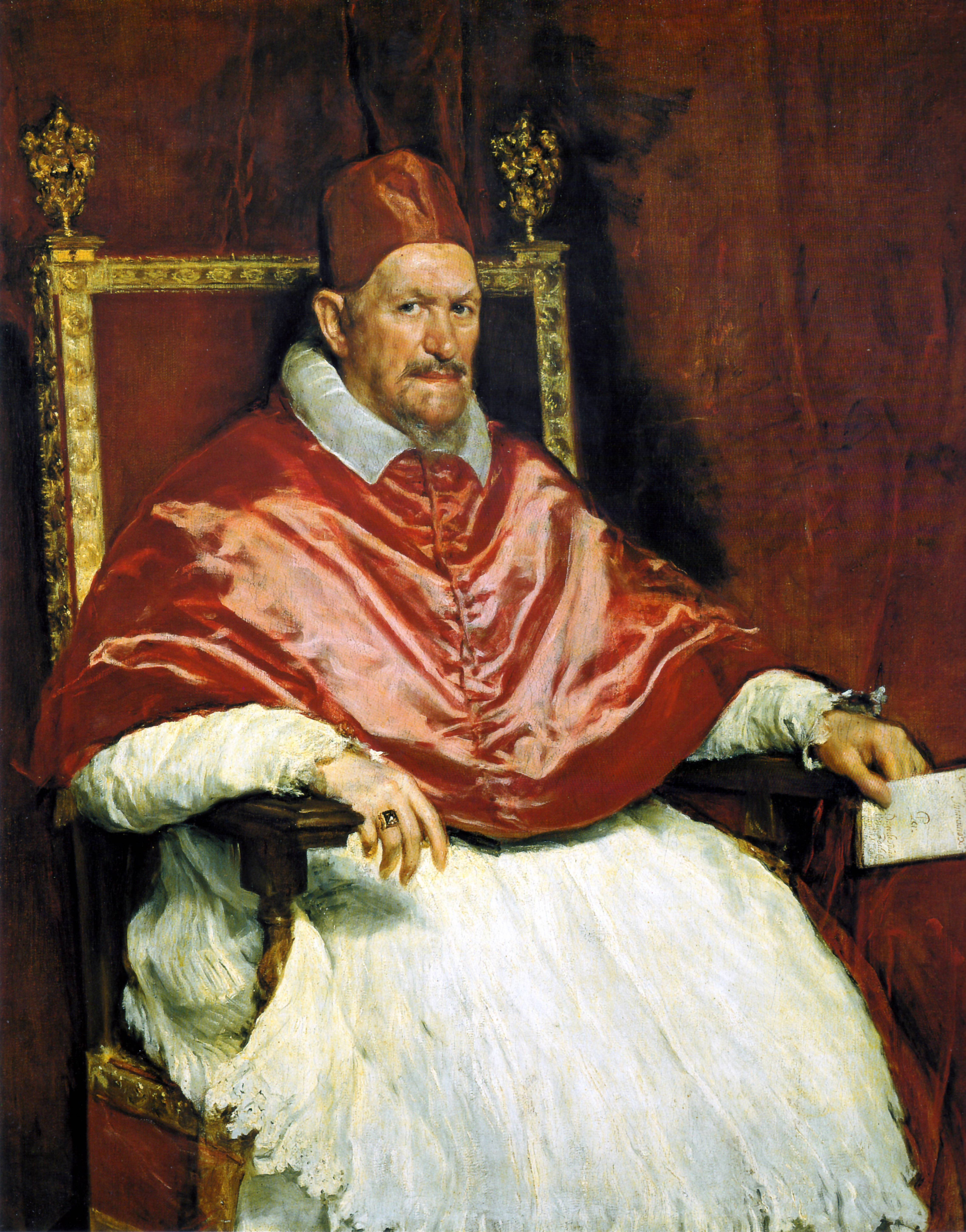
委拉斯凯兹，教皇诺森十世像，多利亞·潘菲利美術館藏

- 多利亞·潘菲利美術館（Galleria Doria Pamphilj）私立博物館，至今仍屬於多利亞·潘菲利家族。
- 阿尔巴尼画廊和考古收藏（ e Collezione Archeologica）
- 科隆納宮（Galleria Colonna）
- 国立圣路加学院画廊（Galleria dell'Accademia Nazionale di San Luca）
- 帕拉维齐尼画廊和欧若拉狩猎小屋（Galleria Pallavicini e Casino dell'Aurora）
- 多里亚·潘菲利别墅（Museo di Villa Doria Pamphilj）

## 历史
- 阜姆历史博物档案馆（Archivio Museo Storico di Fiume）
- 历史与记忆馆（Casa della memoria e della storia）
- 复兴运动中心博物馆（Museo Centrale del Risorgimento）
- 阿德阿提涅堑壕博物馆（Museo delle Fosse Ardeatine）
- 起源博物馆（Museo delle Origini）
- 解放史博物馆（Museo storico della Liberazione）

## 科技
- 生物园（Bioparco）
- 自然馆（Casa del Naturista）
- 意大利地质调查所古生物学和岩石矿物学收藏（Collezioni paleontologiche e lito-mineralogiche del Servizio Geologico d'Italia）
- Casal de' Pazzi的更新世沉积（ ）
- La Polledrara di Cecanibbio的更新世沉积（Deposito Pleistocenico di Casal de' Pazzi）
- 非洲博物馆（Museo Africano）
- 罗马植物标本博物馆（Museo Erbario di Roma）
- 地质博物馆（Museo di Geologia）
- 国立地球物理和火山学研究所博物馆（Museo dell'Istituto Nazionale di Geofisica e Vulcanologia）
- 数学博物馆-数字的故事（ - I Racconti di Numeralia）
- 矿物学博物馆（Museo di Mineralogia）
- 纳匝里诺学院天然矿物博物馆（Museo Naturalistico Mineralogico del Collegio Nazareno）
- 动物学博物馆（Museo di Zoologia）
- 罗马植物园（Orto Botanico di Roma）
- 恩里科·费米中心（Enrico Fermi Center）

- 科学城（Città della Scienza）
- 罗马海岸生态博物馆-波罗·奥斯蒂亚（ - Polo Ostiense）
- 探索 - 儿童博物馆（ - Museo del Bambini）
- 巴蒂斯塔·格拉西比较解剖学博物馆（Museo di Anatomia Comparata Battista Grassi）
- 解剖病理学博物馆（Museo di Anatomia Patologica）
- 欧亨尼奥·莫雷利解剖学博物馆（Museo Anatomico Eugenio Morelli）

## 罗马大学的博物馆
- 朱塞佩·塞吉人类学博物馆（Museo di Antropologia Giuseppe Sergi）
- 药剂学博物馆（Museo dell'Arte Farmaceutica）
- 天文馆和天文博物馆（Planetario e museo astronomico）
- 化学博物馆（Museo di Chimica）
- 犯罪学博物馆（Museo Criminologico）
- 科学教育博物馆（Museo della Didattica della Scienza）
- 物理学博物馆（Museo di Fisica）
- 水力学博物馆（Museo di Idraulica）
- 阿方索·加洛图书病理学中心研究所博物馆（Museo dell'Istituto centrale di Patologia del Libro "Alfonso Gallo"）
- 脑实验室博物馆（Museo Laboratorio della Mente）
- 商品学博物馆（Museo di Merceologia）
- 海关商品博物馆（Museo Merceologico delle Dogane）
- 罗马科学与科学信息多极博物馆（Museo Multipolare della Scienza e dell'Informazione Scientifica di Roma (MUSIS)）
- 国立路易吉·皮戈里尼史前和民族志博物馆（Museo Nazionale Preistorico ed Etnografico Luigi Pigorini）
- 古生物学博物馆（Museo di Paleontologia）
- 医学史博物馆（Museo di Storia della Medicina）
- 国家卫生史博物馆（Museo Storico Nazionale dell'Arte Sanitaria）
- 晶体学仪器与信息博物馆（Museo della Strumentazione e Informazione Cristallografica）
- 罗马动物学博物馆（Museo civico di zoologia di Roma）
- 比较解剖学博物馆（Museo di Anatomia Comparata）
- 阶梯圣母药房（Spezieria di Santa Maria della Scala）

## 专门性博物馆
- 埃米罗奥·格列柯档案馆（Archivi ）-纪念埃米罗奥·格列柯
- 乔治·德·基里科故居博物馆（Casa Museo di Giorgio de Chirico）-纪念乔治·德·基里科
- 索芮拉‧方塔那收藏（Collezione ）

- 国立绘图研究所（Istituto Nazionale per la Grafica）
- 亨德里克·克里斯蒂安·安德森博物馆（Museo Hendrik Christian Andersen）-纪念亨德里克·克里斯蒂安·安德森
- 卡诺瓦-塔多利尼艺术工作室博物馆（Museo Atelier Canova Tadolini）
- 马里奥·普拉茨博物馆（Museo Mario Praz）

- 老式马车永久性展览（Mostra permanente di Carrozze d'Epoca）

- 科尔索博物馆（Museo del Corso）
- 当代艺术工坊博物馆（Museo Laboratorio di Arte Contemporanea）

- 国立乐器博物馆（Museo Nazionale degli Strumenti Musicali）
- 国立圣则济利亚学院乐器博物馆（Museo degli Strumenti Musicali dell'Accademia Nazionale di Santa Cecilia (MUSA)）
- 艺术与民俗博物馆（Museo Nazionale delle Arti e Tradizioni Popolari）
- 银色剧院博物馆（Museo del Teatro Argentina）
- 歌剧院历史博物馆（Museo Storico del Teatro dell'Opera）
- 圣诞类型学国际博物馆（Museo Tipologico Internazionale del Presepio）
- 圣庞大良圣若瑟·加拉桑教堂艺术画廊（Pinacoteca della Chiesa di San Pantaleo e San Giuseppe Calasanzio）
- 亚凯迪亚文学学会画廊（Quadreria dell'Accademia Letteraria dell'Arcadia）
- 瓷砖收集（Raccolta di Piastrelle）
- 宗座美术和文学优才学会历史办公室（Sede Storica della Pontificia Insigne Accademia di Belle Arti e Lettere dei Virtuosi del Pantheon）
- 佩伊科夫工作室（Studio Peikov）
- 艺术和矿物沉积博物馆（Museo di Arte e Giacimenti Minerari）

### 名人故居
- 歌德故居（Casa di Goethe）
- 皮兰德娄馆（Casa di Pirandello）-纪念路伊吉·皮兰德娄
- 濟慈-雪萊故居（Keats-Shelley Memorial House）- 位於西班牙廣場
- 塔索博物馆（Museo Tassiano）-纪念托尔夸托·塔索

### 历史
- 犹太博物馆（Museo Ebraico di Roma）
- 方济各会博物馆（Museo Francescano）
- 宪兵史博物馆（Museo Storico dell'Arma dei Carabinieri）
- 工兵史博物馆和军事建筑史博物馆（ e ）
- 射击手史博物馆（Museo Storico dei Bersaglieri）
- 坦克手史博物馆（Museo Storico dei Carristi）
- 加尔默罗兄弟会史博物馆（Museo Storico della Confraternita del Carmine）
- 教授学史博物馆（Museo Storico della Didattica）
- 步兵史博物馆（Museo Storico della Fanteria）
- 撒丁岛掷弹兵史博物馆（Museo Storico dei Granatieri di Sardegna）
- 圣庞加爵门加里波第者博物馆（Museo Storico Garibaldino di Porta San Pancrazio）
- 财政卫队史博物馆（Museo Storico della Guardia di Finanza）
- 军事摩托化史博物馆（Museo Storico della Motorizzazione Militare）
- 邮电博物馆（Museo Storico delle Poste e Telecomunicazioni）
- 消防队史博物馆-罗马城市消防队（ - Roma città del fuoco）
- 圣艾智德斐拉里兄弟会收集（Raccolta della Confraternita di Sant'Egidio dei Ferrari）
- 军旗保护所（Sacrario delle Bandiere delle Forze Armate）
- 小谷圣母内的圣斐理伯·内利居室（Stanze di  nella ）

### 科技
- 罗马银行-历史档案展览厅（ - Sala espositiva dell'Archivio Storico）
- 意大利银行纸币博物馆（Museo della Banconota della Banca d'Italia）、意大利银行硬币博物馆（Museo della Moneta della Banca d'Italia）
- 蜡博物馆（Museo delle Cere）
- 教授学史博物馆（Museo Didattica）
- 国立意大利面食博物馆（Museo nazionale delle paste alimentari）
- 意大利铸币厂钱币博物馆（Museo Numismatico della Zecca Italiana）
- 圣文生·伯乐天纪念博物馆（Museo di ricordi di San Vincenzo Pallotti）
- 圣保禄门罗马地铁铁路博物馆公园（Parco Museo ferroviario Met.Ro Roma Porta San Paolo）

### 其他
- 阿方索·托济剃刀片收藏（Collezione di lamette da barba Alfonso Tozzi）
- 阿塞泰拉木偶收藏（Collezione di marionette degli Accettella）
- 阿戈斯提奈利博物馆（Museo Agostinelli）
- 达里欧·阿吉恩图恐怖博物馆（ di ）
- 罗马巴黎人博物馆（Museo Parigino a Roma）
- 炼狱中的灵魂博物馆（Museo delle "Anime del Purgatorio"）
- 二十世纪教育玩具和游戏历史博物馆-好玩的记忆 （ - La Memoria Giocosa）
- 罗马军团士兵生活博物馆（Museo Vivente del Legionario Romano）
- 布嘉多戏剧图书馆和博物馆（Raccolta Teatrale del Burcardo）

## 文化中心
- 建筑馆（原罗马水族馆）（ (ex Acquario Romano)）
- 电影馆（Casa del Cinema）
- 爵士乐馆（Casa del Jazz）
- 文学馆（Casa delle Letterature）
- 记忆和历史馆（Casa della Memoria e della Storia）
- 戏剧馆（Casa dei Teatri）